# 暗色溪花鱂
暗色溪花鱂，為輻鰭魚綱鯉齒目鯉齒亞目花鳉科的其中一種，分布於南美洲Negro河上游流域，體長可達1.7公分，棲息在植被生長的溪流、沼澤，屬雜食性，以藻類、有機碎屑等為食，生活習性不明。

## 擴展閱讀
維基物種上的相關：暗色溪花鱂